# Tournoi de tennis de Merion
Le tournoi de Merion (en) (Pennsylvanie, États-Unis) est un tournoi de tennis professionnel masculin du circuit ATP.
Il a été organisé de 1970 à 1974 sur gazon.

## Palmarès messieurs

### Simple
| No | Date       | Nom et lieu du tournoi | Catégorie | Dotation | Surface      | Vainqueur      | Finaliste        | Score                   |  |
| -- | ---------- | ---------------------- | --------- | -------- | ------------ | -------------- | ---------------- | ----------------------- |  |
| 1  | 23-08-1970 | , Merion (en)          |           | NC $     | Gazon (ext.) | Ray Ruffels    | Jaime Fillol     | 6-2, 7-6, 6-3           |  |
| 2  | 22-08-1971 | , Merion (PA)          |           | NC $     | Gazon (ext.) | Clark Graebner | Dick Stockton    | 6-2, 6-4, 6-7, 7-5      |  |
| 3  | 27-08-1972 | , Merion (PA)          |           | NC $     | Gazon (ext.) | Roger Taylor   | Malcolm Anderson | 6-4, 6-0, 6-4           |  |
| 4  | 19-08-1973 | , Merion (PA)          |           | NC $     | Gazon (ext.) | Mike Estep     | Gene Scott       | 7-5, 3-6, 7-6, 3-6, 7-5 |  |
| 5  | 25-08-1974 | , Merion (PA)          |           | NC $     | Gazon (ext.) | John Lloyd     | John Whitlinger  | 6-0, 4-6, 6-3, 7-5      |  |

### Double
| No | Date       | Nom et lieu du tournoi             | Catégorie                          | Dotation                           | Surface                            | Vainqueurs                         | Finalistes                         | Score                              |                                    |
| -- | ---------- | ---------------------------------- | ---------------------------------- | ---------------------------------- | ---------------------------------- | ---------------------------------- | ---------------------------------- | ---------------------------------- | ---------------------------------- |
| 1  | 23-08-1970 | , Merion (en)                      |                                    | NC $                               | Gazon (ext.)                       | Bill Bowrey Ray Ruffels            | Jim McManus Jim Osborne            | 3-6, 6-2, 7-5                      |                                    |
| 2  | 22-08-1971 | , Merion (PA)                      |                                    | NC $                               | Gazon (ext.)                       | Clark Graebner Jim Osborne         | Robert McKinley Dick Stockton      | 7-6, 6-3                           |                                    |
|    | 27-08-1972 | Pas de tableau de double messieurs | Pas de tableau de double messieurs | Pas de tableau de double messieurs | Pas de tableau de double messieurs | Pas de tableau de double messieurs | Pas de tableau de double messieurs | Pas de tableau de double messieurs | Pas de tableau de double messieurs |
| 3  | 19-08-1973 | , Merion (PA)                      |                                    | NC $                               | Gazon (ext.)                       | Colin Dibley Allan Stone           | John Austin Fred McNair            | 7-6, 6-3                           |                                    |
| 4  | 25-08-1974 | , Merion (PA)                      |                                    | NC $                               | Gazon (ext.)                       | Roy Barth Humphrey Hose            | Mike Machette Fred McNair          | 7-6, 6-2                           |                                    |